# NGC 7432
NGC 7432 (również PGC 70129 lub UGC 12268) – galaktyka eliptyczna (E), znajdująca się w gwiazdozbiorze Pegaza. Odkrył ją William Herschel 23 listopada 1785 roku.